# Ронко (Пенсільванія)
Ронко (англ. Ronco) — переписна місцевість (CDP) в США, в окрузі Файєтт штату Пенсільванія. Населення — 209 осіб (2020).

## Географія
Ронко розташоване за координатами 39°52′5″ пн. ш. 79°55′22″ зх. д. / 39.86806° пн. ш. 79.92278° зх. д. (39.867995, -79.922787).  За даними Бюро перепису населення США в 2010 році переписна місцевість мала площу 1,47 км², з яких 1,32 км² — суходіл та 0,14 км² — водойми.

## Демографія
Згідно з переписом 2010 року, у переписній місцевості мешкало 256 осіб у 99 домогосподарствах у складі 72 родин. Густота населення становила 175 осіб/км².  Було 125 помешкань (85/км²).
Расовий склад населення:
| - 89,5 % — білих - 10,2 % — чорних або афроамериканців |

До двох чи більше рас належало 0,4 %. Частка іспаномовних становила 0,0 % від усіх жителів.
За віковим діапазоном населення розподілялося таким чином: 26,6 % — особи молодші 18 років, 62,1 % — особи у віці 18—64 років, 11,3 % — особи у віці 65 років та старші. Медіана віку мешканця становила 40,1 року. На 100 осіб жіночої статі у переписній місцевості припадало 86,9 чоловіків;  на 100 жінок у віці від 18 років та старших — 84,3 чоловіків також старших 18 років.
Цивільне працевлаштоване населення становило 0 осіб. 